# Il prato
Il prato (estrenada internacionalment com The Meadow) és una pel·lícula dramàtica italiana del 1979 dirigida per Paolo i Vittorio Taviani. Fou projectada a la Mostra Internacional de Cinema de Venècia. La banda sonora és d'Ennio Morricone

## Argument
És una pel·lícula sobre joves. Sobre els seus interessos, sobre els seus somnis, sobre les seves il·lusions i sobre les seves esperances traïdes. Els personatges viuen l'amor d'una manera absoluta. Al mateix temps estan ocupats en un treball que els inhibeix, per aquesta raó fugen de la realitat. En el nom de la fantasia i del mite, se submergeixen en un món ideal amb l'esperança de canviar la història, i bolcar el curs d'una existència insatisfeta.
Eugenia i Enzo tenen una relació sentimental. Un dia Eugenia troba a Giovanni i s'enamora. Eugenia i Enzo, farts de les milers de dificultats que tenen en la seva inserció social marxen cap a Àfrica. Giovanni, ara sol, s'abandona a si mateix fins a morir a poc a poc.

## Repartiment
- Michele Placido - Enzo
- Saverio Marconi - Giovanni
- Isabella Rossellini - Eugenia
- Giulio Brogi - Sergio
- Angela Goodwin - Mare de Giovanni

## Nominacions i premis
Pel seu paper a la pel·lícula Isabella Rossellini fou guardonada amb un Nastro d'Argento a la millor actriu revelació. També participà en la selecció oficial del Festival Internacional de Cinema de Sant Sebastià 1979.